# (32295) Ravichandran
(32295) Ravichandran est un astéroïde de la ceinture principale.

## Description
(32295) Ravichandran est un astéroïde de la ceinture principale. Il fut découvert le 4 juin 2000 à Socorro par le projet LINEAR. Il présente une orbite caractérisée par un demi-grand axe de 2,53 UA, une excentricité de 0,15 et une inclinaison de 8,0° par rapport à l'écliptique.

## Compléments